# Бериссо, Эдуардо
Мануэль Эдуардо Бериссо (исп. Eduardo Berizzo; род. 13 ноября 1969, Крус-Альта) — аргентинский футболист и футбольный тренер. Выступал на позиции центрального защитника.

## Клубная карьера
Бериссо родился в Крус-Альте, провинция Кордова, и начал играть в футбол в 1988 году в «Ньюэллс Олд Бойз». С клубом он дважды выигрывал чемпионат Аргентины и в 1993 году отправился в мексиканский «Атлас». В 1996 году Бериссо вернулся на родину, подписав контракт с «Ривер Плейтом». Уверенная игра Бериссо за аргентинского гранда привлекла внимание французского «Марселя», но освоиться в Европе игрок не сумел и вернулся в «Ривер Плейт» в январе 2000 года на правах аренды.
В следующее трансферное окно Бериссо подписал контракт с испанской «Сельтой». В галисийском клубе игрок быстро занял место в основе: если в сезоне 2000/01 он провёл 17 матчей, а команда заняла шестое место в Примере, то уже в следующем году он сыграл 27 игр, забил 2 гола, а «Сельта» впервые в истории пробилась в Лигу чемпионов УЕФА. В сезоне 2003/04 Бериссо четырежды удалялся с поля, а «Сельта» вылетела в Сегунду. Игрок провёл в Виго ещё два года.
Бериссо остался в Испании и заключил однолетний контракт с «Кадисом», но провёл неудачный сезон: клуб вылетел из Примеры, и игрок принял решение завершить карьеру.

## Международная карьера
Бериссо дебютировал в сборной Аргентины в отборе к чемпионату мира 1998 года 9 октября 1996 года в матче против сборной Венесуэлы. Он попал в заявку сборной на Кубок Америки 1997, но сыграл лишь один матч против Перу, в котором был удалён с поля за две жёлтые карточки. На Кубке Америки 1999 года игрок не появлялся на поле.
Последний раз за сборную Бериссо сыграл 15 ноября 2000 года в отборочном матче против сборной Чили, выйдя на замену на последние 7 минут при счёте 2:0 в пользу аргентинцев. В феврале 2002 года он сломал лодыжку и пропустил чемпионат мира 2002 года.

## Тренерская карьера
Когда Марсело Бьелса возглавил сборную Чили в июле 2007 года, он пригласил своим помощником Бериссо. 10 октября 2009 года в отборочном матче против Колумбии (4:2) он был удалён со скамейки вместе с игроком Фабианом Орельяной и дисквалифицирован на 4 игры, из-за чего не мог присутствовать на тренерской скамейке в матчах финальной стадии чемпионата мира в ЮАР.
В 2012 году Бериссо был назначен главным тренером чилийского клуба «О’Хиггинс» и в первом же сезоне вывел его в финал национального первенства, где уступил по пенальти команде «Универсидад Католика». 10 декабря 2013 года он со второй попытки сделал команду чемпионом Чили, впервые за 58 лет.
19 мая 2014 года, вскоре после выигрыша Суперкубка Чили в серии пенальти у «Депортес Икике», Бериссо был приглашен в «Сельту» на смену ушедшему в «Барселону» Луису Энрике. Наивысшим достижением для Бериссо во главе «Сельты» стал выход в полуфинал Лиги Европы, где команда уступила будущему победителю «Манчестер Юнайтед».
Летом 2017 года Бериссо сменил команду, возглавив «Севилью», из которой был уволен в конце декабря 2017 года.
В конце мая 2018 года Эдуардо Бериссо стал главным тренером «Атлетик Бильбао». С баскской командой аргентинец подписал контракт на один год.

## Болезнь
22 ноября 2017 года официальный сайт «Севильи» объявил о том, что главный тренер команды Эдуардо Бериссо болен раком предстательной железы. Через неделю после этого Бериссо был прооперирован, а 2 декабря был выписан из больницы.

## Достижения
Как игрока
 Ньюэллс Олд Бойз
- Чемпион Аргентины (2): 1990/91, Кл. 1992

 Ривер Плейт
- Чемпион Аргентины: Кл. 1997, Ап. 1997, Кл. 1998
- Обладатель Суперкубка Либертадореса: 1997

Как тренера
 О’Хиггинс
- Чемпион Чили: Ап. 2013
- Обладатель Суперкубка Чили: 2014